# Centonisation
La centonisation (du latin cento) est une théorie musicale sur la composition d'une mélodie ou d'une pièce basée sur des figures mélodiques et des formules préexistantes. Une pièce créée en utilisant la centonisation est connue sous le nom de « centonate ».

## Description
Le concept de centonisation est emprunté à la théorie littéraire et appliqué pour la première fois au chant grégorien en 1934 par Dom Paolo Ferretti,. La centonisation, selon la théorie de Ferretti, est une technique très ancienne et très répandue. Les modes musicaux utilisés dans le chant grégorien sont censés refléter cette utilisation ; selon la théorie, les modes étaient davantage des collections de formules mélodiques appropriées qu'un ensemble de hauteurs. Des idées similaires apparaissent dans la théorie musicale d'autres cultures, par exemple le maqâm de la musique arabe, le râga de la musique indienne ou le pathet de la musique indonésienne. Il ne s'agit pas de simples gammes, mais d'ensembles de mélodies appropriées et d'ornements spécifiques sur certains tons (parfois appelés « types de mélodies »).
Que l'usage du concept à d'autres branches du chant chrétien ou d'autres genres musicaux soit valable ou non, son utilisation pour le chant grégorien a été sévèrement critiquée et des modèles opposés ont été proposés,. Le terme « centonate » ne s'applique pas à d'autres catégories de compositions construites à partir d'unités préexistantes, telles que la fricassée, le pasticcio, le pot-pourri et le quodlibet.